# Libro Primo della Metafisica
(Metaph., A, 980a)
A (Alpha Maior) è il libro che apre la Metafisica di Aristotele. In esso tuttavia non sono introdotti i contorni essenziali di questa scienza onnicomprensiva, poiché lo stesso filosofo dimostra una certa cautela nell'elencare i requisiti che essa deve avere.

## Il tema dellasophia
Con la celebre affermazione secondo cui tutti gli uomini tendono per natura al sapere (980a), Aristotele apre il Libro A parlando di sophia e prote philosophia, termini che indicano sia la nuova scienza come sapienza e filosofia prima (cioè filosofia basilare per le altre scienze), sia come filosofia dei predecessori e cioè antica saggezza dei filosofi precedenti. Ipotesi quest'ultima ben più ragionevole secondo la maggioranza degli studiosi moderni, poiché Aristotele mai come in questo libro fa riferimento agli endoxa (letteralmente: "esempi"), cioè va ad indagare cosa hanno detto le dottrine filosofiche prima di lui a proposito di una probabile scienza delle cause prime seguendo le teorie che vanno da Talete al maestro Platone passando dai pitagorici e dagli eleati.
Alcuni poi rintracciano un Aristotele ancora "immaturo" dato che, se da un lato ha come intento di staccarsi dallo studio della fisica secondo l'impostazione accademica, dall'altro usa termini e formule ancora molto legati alla scuola platonica. Un segnale chiave di questa congettura è quello dell'uso della prima persona plurale, che secondo avalli di recenti studi è un tratto peculiare dell'Accademia, in cui nelle lezioni al soggetto "io" si sostituiva per convenzione il "noi". Inoltre che il libro sia molto antico è dimostrato anche dalle numerose affinità con il Protreptico, poiché neanche qui è ben definita la scissione fra scienze teoretiche, pratiche e poietiche.
Il passo in avanti rintracciato in questo scritto è la descrizione dei tratti caratteristici della scienza ricercata, ossia scienza che deve avere come oggetto elementi divini (theoria), che nasce dalla meraviglia di fronte e al mondo (thaumazein) e che deve allo stesso tempo essere universalissima, in modo che conoscendola  si possa conoscere anche tutto ciò che da essa deriva. Di rilievo è inoltre la differenziazione tra questa scienza e la scienza empirica, che invece nasce dall'esperienza e quindi è inferiore (981a).

## Le quattro cause
Nell'incipit dell'opera, la filosofia viene dunque definita come scienza prima, e oggetto principale del suo studio sono le cause e i princìpi (982a). Diversamente dagli altri esseri viventi, gli uomini, si è detto, ambiscono alla conoscenza, e la conoscenza altro non è che la ricerca delle cause relative ai fenomeni, quindi conoscenza delle cause.
Di queste cause, Aristotele nega che ve ne sia una sola, ma ne rintraccia ben quattro (982b):
- la causa formale, ovvero la sostanza e l'essenza (forma) dell'oggetto (per il calice la concavità, che deve contenere vino);
- la causa materiale, ovvero la materia di cui un oggetto è composto (per il calice, l'oro);
- la causa efficiente, ovvero principio del movimento (l'artigiano che costruisce il calice);
- la causa finale, ovvero lo scopo e il fine per cui un oggetto (il calice) è stato costruito.

## Le dottrine dei predecessori
Enunciate le quattro cause, Aristotele passa ad analizzare le dottrine dei suoi predecessori, da Talete a Platone. Risulta comunque chiaro che lo Stagirita nel fare ciò non ha alcuna intenzione storiografica. Anzi, come sottolinea Reale, egli dimostra di avere interessi esclusivamente teoretici, mirando a  rilevare divergenze e continuità nel pensiero dei diversi sapienti e filosofi da lui analizzati. Per questo motivo, Aristotele non esita a tradurre le parole dei propri predecessori con i nuovi termini della filosofia da lui coniati.
Aristotele inoltre, rivela due tipi di errori in tali dottrine: da un lato, hanno peccato di unilateralità, presentando un'unica causa - e comunque mai tutte; d'altro lato, di queste cause da loro trovate, essi hanno parlato con scarsa chiarezza. Dalla lettura del libro A si deduce quindi che tutti i pensatori da lui citati e studiati hanno peccato per eccesso o scarsità nelle proprie teorie.
Molto approfondita e densa è la critica a Platone che così si può sintetizzare:
- Platone ha raddoppiato gli enti, creando le idee in numero uguale o addirittura superiore agli enti sensibili;
- dalle argomentazioni che proverebbero l'esistenza delle idee, consegue l'esistenza anche di idee che non dovrebbero esistere (relazioni, oggetti che non esistono più);
- Platone con la sua teoria delle idee intacca una teoria ancora più importante del pensiero platonico, quella dei Principi (non sarebbe anteriore la Diade infatti, ma il numero);
- dai presupposti della teoria delle idee risulteranno esserci non solo idee delle sostanze ma di molte altre cose, in contrasto con la tesi platonica per cui esisterebbero solo idee delle sostanze;
- se è la stessa la forma delle idee e delle cose sensibili che di esse partecipano ci dovrà essere qualcosa di comune fra le due salvo la totale equivocità;
- le idee non sono causa di movimento né di mutazione;
- non essendo le idee immanenti alle cose, non giovano alla conoscenza di queste ultime;
- le cose sensibili non possono derivare in nessun modo della idee e la partecipazione è un concetto poetico;
- alcune idee saranno modelli non solo di cose sensibili ma anche di altre idee;
- per ogni cosa sensibile ci dovranno essere molteplici idee;
- idee non possono esistere fuori dalle cose di cui sono il modello;
- le idee non possono essere numeri in quanto, se così fosse, l'idea sarebbe un rapporto numerico di certi elementi materiali e non semplicemente un numero;
- da molti numeri si produce un numero unico ma da uno non possono prodursi varie idee, bensì una sola idea;
- anche se i numeri non fossero formati dai numeri stessi ma dalle unità, sia che appartengano alla stessa specie, sia che no, si cade in contraddizioni insolubili.